# Об'єднаний комітет начальників штабів союзників
Об'єднаний Комітет начальників штабів союзників (англ. Combined Chiefs of Staff) — найвищий орган військового управління західних союзників, у першу чергу Збройних сил США та Великої Британії на театрах воєнних дій Другої світової війни.

## Зміст
Офіційно Об'єднаний комітет очолювали одночасно від США — генерал Джордж К. Маршалл, начальник штабу Армії Сполучених Штатів, і від Великої Британії — генерал сер Алан Брук (пізніше Віконт Аланбрук), керівник Імперського Генерального штабу. Складався з представників американського та британського комітетів начальників штабів, які номінально вважалися керівниками цього органу військового управління. Сформований у лютому 1942 по результатах проведення міжнародної конференції в Аркадії у грудні 1941.
Об'єднаний комітет начальників штабів союзників засідав зазвичай у Вашингтоні. Однак у повному складі комітет збирався тільки одного разу, під час проведення міжнародної конференції у Касабланці в січні 1943. Перед початком масштабного вторгнення до Європи, головнокомандувачем усіма американськими силами на Європейському театрі війни був визначений генерал Френк Ендрюс.
Хоча, основний акцент діяльності Об'єднаного комітету начальників штабів зосереджувався на європейському континенті, водночас, він розглядав та керував процесами на Тихоокеанському театрі війни, в Індії, Північній Африці. Представники інших країн-союзників Антигітлерівської коаліції не входили офіційно до складу комітету, водночас, вони брали учать у проведенні консультацій та нарад у тому числі зі стратегічних питань ведення війни.